# Tomba della Scimmia

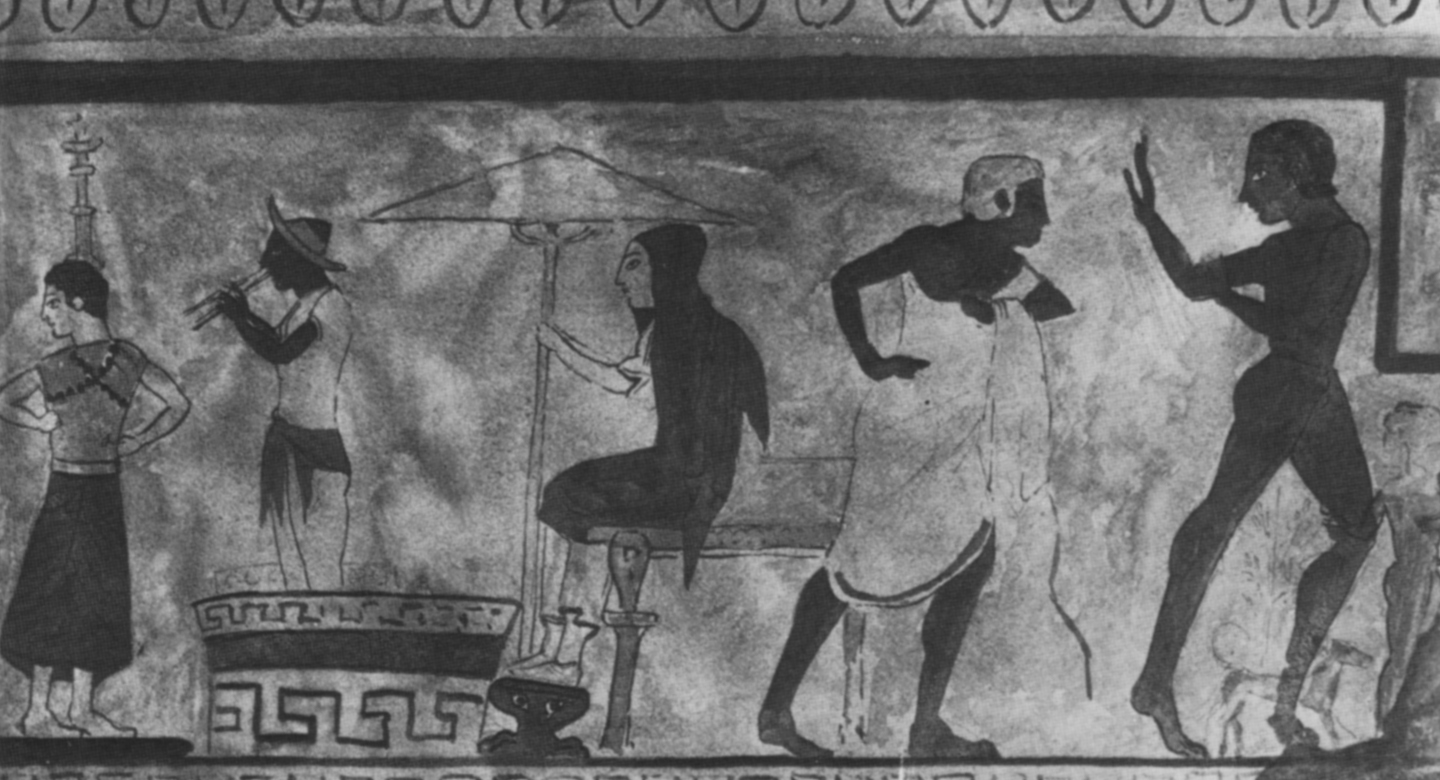
Dessin d'une fresque de la Tomba della Scimmia.

La Tomba della Scimmia  (littéralement « tombe du Singe »)  est une tombe étrusque proche de la ville de Chiusi, dans la province de Sienne en Toscane, à la limite de l'Ombrie dans la nécropole de Poggio Renzo.

## Histoire
Il s'agit d'une tombe « à croix » à trois chambres située à quatre kilomètres de la ville de  Chiusi, dont la datation est comprise entre 480 et 470 av. J.-C.
Elle a été découverte par Alessandro François en mars  1846 et prend son nom de la représentation d'un singe de la frise qui orne la chambre centrale de la tombe.

## Description
L'hypogée a un plan en forme de croix avec trois chambres ouvertes sur un atrium central. Un dromos à gradins lui donnant accès.
On accède à la tombe par un escalier qui n'est pas l'original car le dromos est enterré sous l'assise routière. Les portes sont à battants.
Toutes les chambres comportent des lits mortuaires creusés dans la roche et sculptés en bas-relief en forme de klinai.
Les plafonds sont à caissons, imitant les modèles en bois et en partie peints. Au centre du plafond de l'atrium se trouve une figure féminine et dans la chambre du fond un motif végétal avec aux angles quatre sirènes .

## Peintures

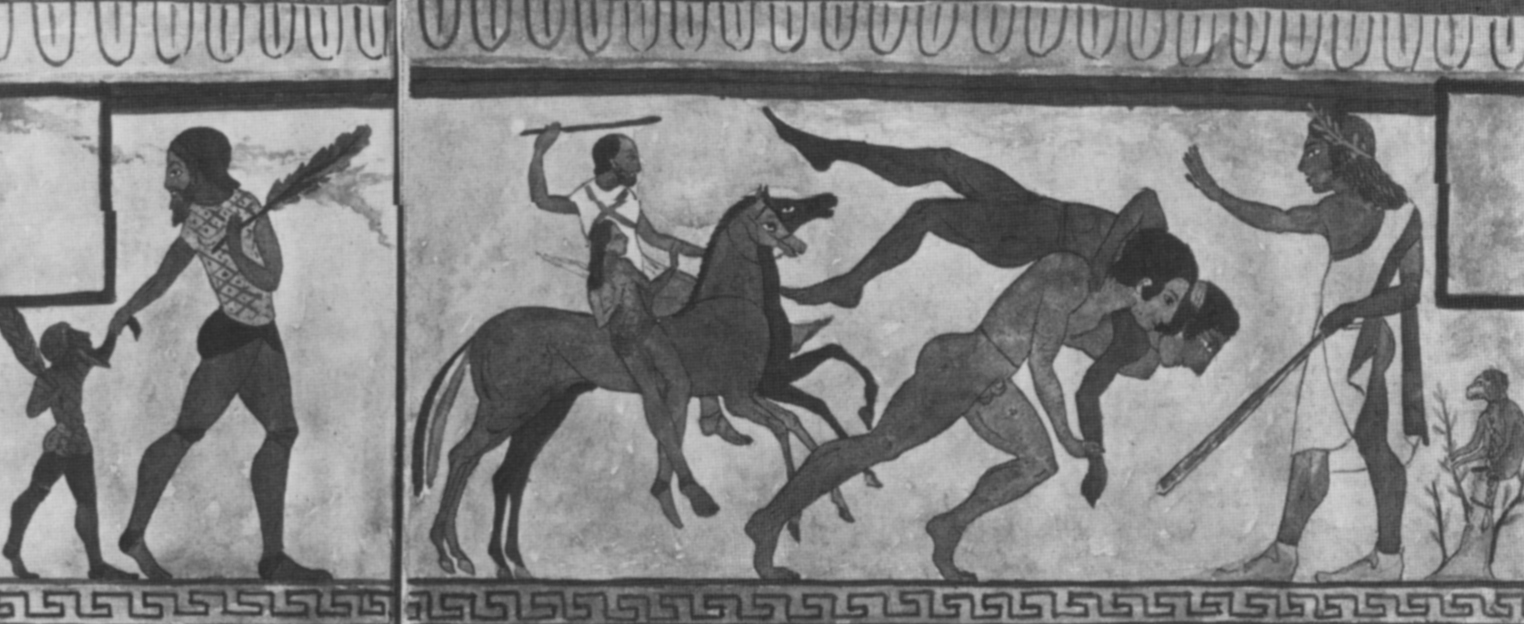
Report de la fresque comprenant le singe sur l'angle de droite.

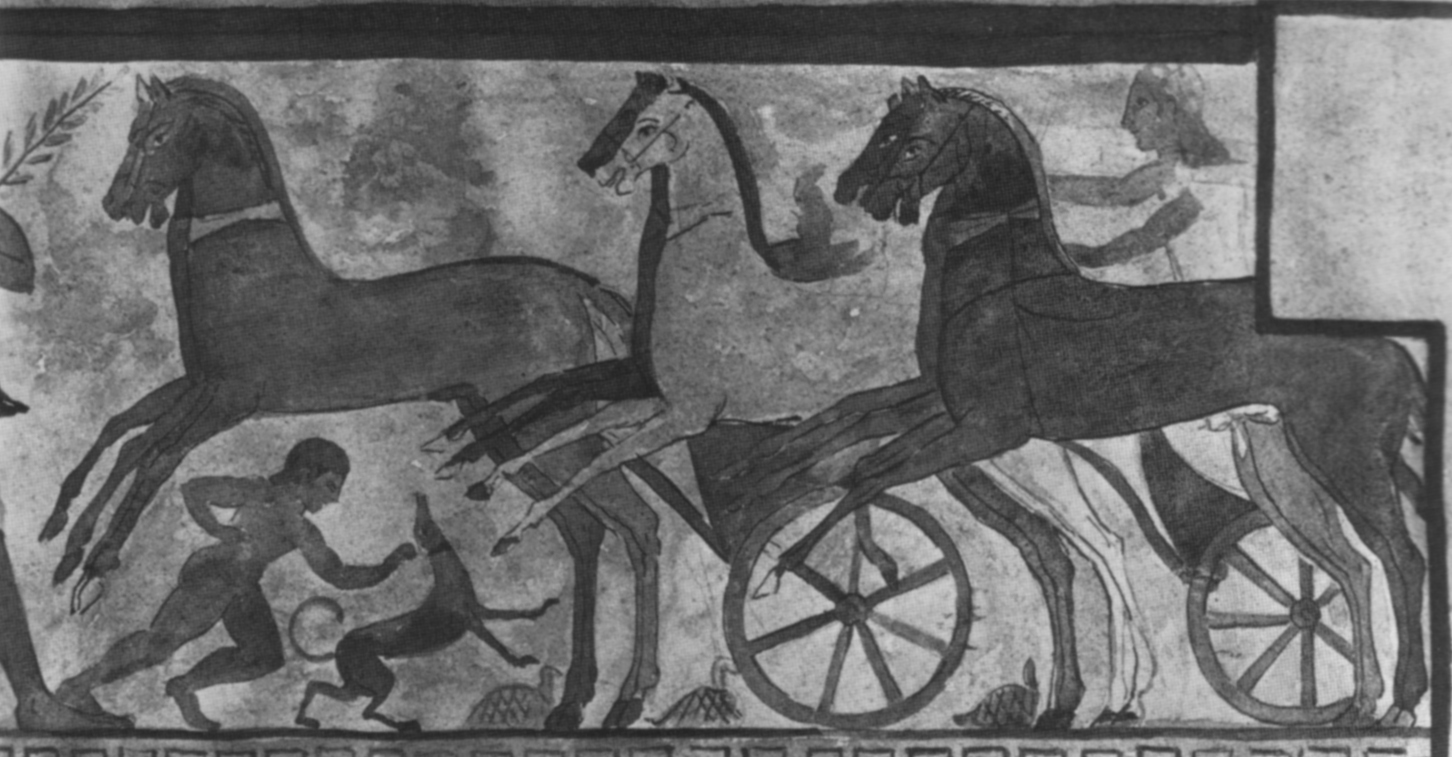
Chevaux.

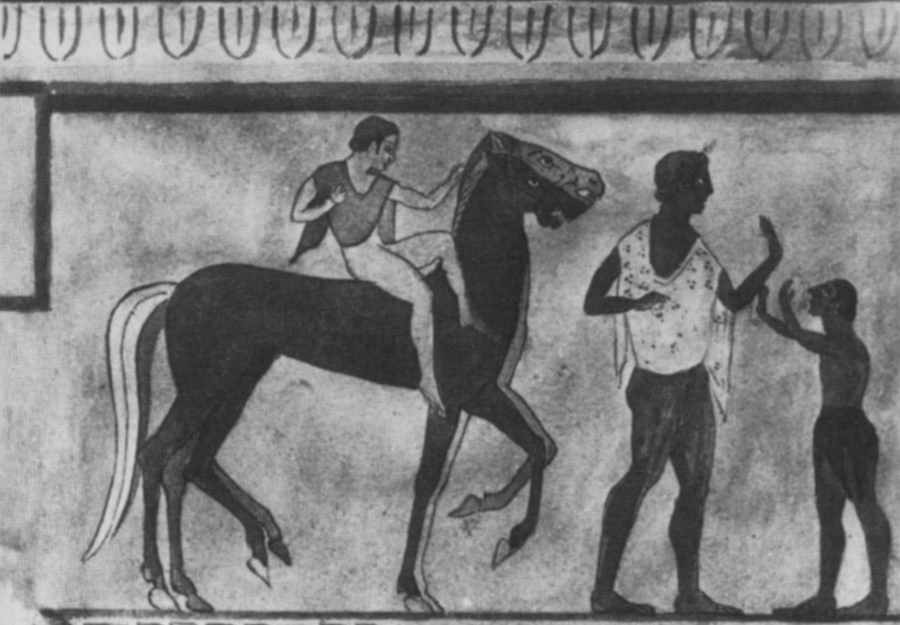
Cavalier.

Les peintures de la tombe (sauf les images de deux hommes (serf ?) et un serpent barbu sur les parois du fond) sont localisées sur une bande de hauteur limitée au-dessus d'une plinthe verte. La bande peinte dans l'atrium central, représentant des jeux funèbres, est encadrée sur le bas par un simple méandre et en haut par un kyma à petites feuilles.
À partir de la porte d'entrée on suit les jeux qui débutent avec des jeunes hommes tenant des branches de palmes suivis par deux musiciens et une course de bige se déroulant entre des obstacles en forme de pommes de pin. Dans la scène se trouve un personnage, peut-être un agonothète (arbitre), deux hommes portant des branches de palmes avec un gilet pouvant être celui des auriges. D'autres compétiteurs suivent suivent, deux desultores (acrobates à cheval), deux athlètes luttant en présence d'un agonothète. Derrière celui-ci, cachée dans une souche d'arbuste se trouve le singe qui a donné le nom à la tombe.
La scène suivante montre un athlète en train de lancer un javelot coiffé d'une étrange façon, assisté par un esclave tenant un globe à la main (balle ?, poids ?) et deux boxeurs.
La scène suivante comporte des jeux de dextérité et des danses. On voit un « pirrichiste »avec deux aulètes (joueurs d'aulos), deux chevaux, un desultor, un jeune couronné qui est habillé de la chlamyde, et enfin en retournant vers la porte d'entrée une scène d'adieu : un personnage appuyé sur un bâton et deux jeunes nus qui semblent faire des signes d'adieux. Derrière eux se trouve une femme sous un parasol assistant à un jeu de danse.
La scène représente une série de jeux athlétiques lancer du javelot, lutte, pugilat, jeux d'adresse, spectacles musicaux avec des joueurs de lyre, trombone à longue corne et double flûte, danses et course de biges. La femme avec le visage voilé sous un parasol est une noble dame, une spectatrice ou plus probablement la défunte, la propriétaire de la tombe en honneur de laquelle se déroulent les jeux funèbres.

## Style et datation
La tombe a été comparée avec d'autres tombes similaires de Tarquinia, dans lesquelles on retrouve les jeux et danse funèbres mais ici il n'y a aucune scène de banquet.
Les scènes sont complexes mais la qualité de la peinture est plutôt pauvre, très schématisée avec peu de détails. Le modèle reflète les types de style de l'époque archaïque tardive  que l'on retrouve de meilleure qualité dans la Tombe des Biges à Monterozzi. La polychromie est réduite comme dans les tombes de Tarquinia. En tenant compte de ces observations stylistiques la datation proposée est des premières décennies du Ve siècle av. J.-C.
Parmi les tombes de Chiusi qui lui sont assimilables par la datation, figure celle de la Tomba del Colle Casuccini.
La tombe  placée sous le contrôle  Musée archéologique national de Chiusi n'est pas ouverte au public.

## Sources
- (it) Cet article est partiellement ou en totalité issu de l’article de Wikipédia en italien intitulé « Tomba della Scimmia » (voir la liste des auteurs).